# Clasificación de Concacaf para la Copa Mundial de Fútbol de 2014 - Tercera ronda
Resultados de la tercera ronda de Concacaf de la clasificación para la Copa Mundial de Fútbol de 2014.

## Formato
En esta ronda participan las seis mejores selecciones nacionales de Concacaf con los seis clasificados de la segunda ronda, que fueron divididos en tres grupos de cuatro equipos, en la que los partidos se disputaron entre el 8 de junio y el 16 de octubre de 2012. Los dos primeros lugares de cada grupo clasificaron a la siguiente ronda.

## Resultados

### Grupo A
| Pos. | Equipo            | Pts. | PJ | G | E | P | GF | GC | Dif. | Clasificación |     | USA | JAM | GUA | ATG |
| ---- | ----------------- | ---- | -- | - | - | - | -- | -- | ---- | ------------- | --- | --- | --- | --- | --- |
| 1    | Estados Unidos    | 13   | 6  | 4 | 1 | 1 | 11 | 6  | +5   | Cuarta Ronda  |     | —   | 1–0 | 3–1 | 3–1 |
| 2    | Jamaica           | 10   | 6  | 3 | 1 | 2 | 9  | 6  | +3   | Cuarta Ronda  |     | 2–1 | —   | 2–1 | 4–1 |
| 3    | Guatemala         | 10   | 6  | 3 | 1 | 2 | 9  | 8  | +1   |               |     | 1–1 | 2–1 | —   | 3–1 |
| 4    | Antigua y Barbuda | 1    | 6  | 0 | 1 | 5 | 4  | 13 | −9   |               | 1–2 | 0–0 | 0–1 | —   |     |

 Fuente: 
| 8 de junio de 2012 | Estados Unidos                                | 3–1     | Antigua y Barbuda | Raymond James Stadium, Tampa                          |                                                       |
|                    | Bocanegra 8' · Dempsey 44' (pen.) · Gomez 72' | Reporte | Byers 65'         | Asistencia: 23 971 espectadores Árbitro(s): Hugo Cruz | Asistencia: 23 971 espectadores Árbitro(s): Hugo Cruz |

| 8 de junio de 2012 | Jamaica                    | 2–1     | Guatemala        | Independence Park, Kingston                                |                                                            |
|                    | Phillips 40' · Johnson 46' | Reporte | Pezzarossi 90+2' | Asistencia: 14 000 espectadores Árbitro(s): Roberto Moreno | Asistencia: 14 000 espectadores Árbitro(s): Roberto Moreno |

| 12 de junio de 2012 | Antigua y Barbuda | 0–0     | Jamaica | Sir Vivian Richards Stadium, North Sound                    |                                                             |
|                     |                   | Reporte |         | Asistencia: 8500 espectadores Árbitro(s): Stanley Lancaster | Asistencia: 8500 espectadores Árbitro(s): Stanley Lancaster |

| 12 de junio de 2012 | Guatemala | 1–1     | Estados Unidos | Estadio Mateo Flores, Ciudad de Guatemala                |                                                          |
|                     | Pappa 83' | Reporte | Dempsey 40'    | Asistencia: 18 000 espectadores Árbitro(s): Joel Aguilar | Asistencia: 18 000 espectadores Árbitro(s): Joel Aguilar |

| 7 de septiembre de 2012 | Jamaica                  | 2–1     | Estados Unidos | Independence Park, Kingston                                 |                                                             |
|                         | Austin 23' · Shelton 62' | Reporte | Dempsey 1'     | Asistencia: 25 000 espectadores Árbitro(s): Marco Rodríguez | Asistencia: 25 000 espectadores Árbitro(s): Marco Rodríguez |

| 7 de septiembre de 2012 | Guatemala                          | 3–1     | Antigua y Barbuda | Estadio Mateo Flores, Ciudad de Guatemala             |                                                       |
|                         | C. Ruiz 60' 79' · Pezzarossi 90+1' | Reporte | Byers 39'         | Asistencia: 8000 espectadores Árbitro(s): Marcos Brea | Asistencia: 8000 espectadores Árbitro(s): Marcos Brea |

| 11 de septiembre de 2012 | Antigua y Barbuda | 0–1     | Guatemala   | Sir Vivian Richards Stadium, North Sound               |                                                        |
|                          |                   | Reporte | C. Ruiz 26' | Asistencia: 5000 espectadores Árbitro(s): David Gantar | Asistencia: 5000 espectadores Árbitro(s): David Gantar |

| 11 de septiembre de 2012 | Estados Unidos | 1–0     | Jamaica | Columbus Crew Stadium, Columbus                         |                                                         |
|                          | Gomez 55'      | Reporte |         | Asistencia: 23 881 espectadores Árbitro(s): José Pineda | Asistencia: 23 881 espectadores Árbitro(s): José Pineda |

| 12 de octubre de 2012 | Antigua y Barbuda | 1–2     | Estados Unidos     | Sir Vivian Richards Stadium, North Sound              |                                                       |
|                       | Blackstock 25'    | Reporte | E. Johnson 20' 90' | Asistencia: 7000 espectadores Árbitro(s): Neal Brizan | Asistencia: 7000 espectadores Árbitro(s): Neal Brizan |

| 12 de octubre de 2012 | Guatemala                  | 2–1     | Jamaica            | Estadio Mateo Flores, Ciudad de Guatemala                  |                                                            |
|                       | Figueroa 15' · C. Ruiz 85' | Reporte | Shelton 60' (pen.) | Asistencia: 20 717 espectadores Árbitro(s): Roberto García | Asistencia: 20 717 espectadores Árbitro(s): Roberto García |

| 16 de octubre de 2012 | Jamaica                                         | 4–1     | Antigua y Barbuda | Independence Park, Kingston                              |                                                          |
|                       | Phillips 16' · Nosworthy 18' · Richards 77' 88' | Reporte | Griffith 61'      | Asistencia: 8000 espectadores Árbitro(s): Wálter Quesada | Asistencia: 8000 espectadores Árbitro(s): Wálter Quesada |

| 16 de octubre de 2012 | Estados Unidos                  | 3–1     | Guatemala  | Livestrong Sporting Park, Kansas City                      |                                                            |
|                       | Bocanegra 10' · Dempsey 18' 36' | Reporte | C. Ruiz 5' | Asistencia: 16 947 espectadores Árbitro(s): Roberto Moreno | Asistencia: 16 947 espectadores Árbitro(s): Roberto Moreno |

### Grupo B
| Pos. | Equipo      | Pts. | PJ | G | E | P | GF | GC | Dif. | Clasificación |     | MEX | CRC | SLV | GUY |
| ---- | ----------- | ---- | -- | - | - | - | -- | -- | ---- | ------------- | --- | --- | --- | --- | --- |
| 1    | México      | 18   | 6  | 6 | 0 | 0 | 15 | 2  | +13  | Cuarta Ronda  |     | —   | 1–0 | 2–0 | 3–1 |
| 2    | Costa Rica  | 10   | 6  | 3 | 1 | 2 | 14 | 5  | +9   | Cuarta Ronda  |     | 0–2 | —   | 2–2 | 7–0 |
| 3    | El Salvador | 5    | 6  | 1 | 2 | 3 | 8  | 11 | −3   |               |     | 1–2 | 0–1 | —   | 2–2 |
| 4    | Guyana      | 1    | 6  | 0 | 1 | 5 | 5  | 24 | −19  |               | 0–5 | 0–4 | 2–3 | —   |     |

 Fuente: 
| 8 de junio de 2012 | México                                              | 3–1     | Guyana            | Estadio Azteca, Ciudad de México                          |                                                           |
|                    | Salcido 10' · Dos Santos 15' · Rodrigues 51' (a.g.) | Reporte | Moreno 62' (a.g.) | Asistencia: 80 401 espectadores Árbitro(s): Javier Santos | Asistencia: 80 401 espectadores Árbitro(s): Javier Santos |

| 8 de junio de 2012 | Costa Rica                 | 2–2               | El Salvador                | Nacional de Costa Rica, San José                         |                                                          |
|                    | Saborío 10' · Campbell 15' | [reporte Reporte] | Gutiérrez 23' · Romero 53' | Asistencia: 23 701 espectadores Árbitro(s): Walter López | Asistencia: 23 701 espectadores Árbitro(s): Walter López |

| 12 de junio de 2012 | Guyana | 0–4     | Costa Rica                         | Providence Stadium, Providence                          |                                                         |
|                     |        | Reporte | Saborío 20' 26' 52' · Campbell 72' | Asistencia: 11 000 espectadores Árbitro(s): Marcos Brea | Asistencia: 11 000 espectadores Árbitro(s): Marcos Brea |

| 12 de junio de 2012 | El Salvador | 1–2     | México                  | Estadio Cuscatlán, San Salvador                         |                                                         |
|                     | Pacheco 64' | Reporte | Zavala 60' · Moreno 82' | Asistencia: 29 712 espectadores Árbitro(s): José Pineda | Asistencia: 29 712 espectadores Árbitro(s): José Pineda |

| 7 de septiembre de 2012 | El Salvador               | 2–2     | Guyana       | Estadio Cuscatlán, San Salvador                          |                                                          |
|                         | Gutiérrez 3' · Romero 28' | Reporte | Bobb 16' 53' | Asistencia: 24 000 espectadores Árbitro(s): Jair Marrufo | Asistencia: 24 000 espectadores Árbitro(s): Jair Marrufo |

| 7 de septiembre de 2012 | Costa Rica | 0–2     | México                   | Nacional de Costa Rica, San José                           |                                                            |
|                         |            | Reporte | Salcido 44' · Zavala 52' | Asistencia: 32 500 espectadores Árbitro(s): Roberto Moreno | Asistencia: 32 500 espectadores Árbitro(s): Roberto Moreno |

| 11 de septiembre de 2012 | Guyana                    | 2–3     | El Salvador                        | Providence Stadium, Providence                          |                                                         |
|                          | Richardson 1' · Nurse 62' | Reporte | Romero 13' · Alas 51' · Burgos 77' | Asistencia: 4141 espectadores Árbitro(s): Raymond Bogle | Asistencia: 4141 espectadores Árbitro(s): Raymond Bogle |

| 11 de septiembre de 2012 | México           | 1–0     | Costa Rica | Estadio Azteca, Ciudad de México                              |                                                               |
|                          | J. Hernández 61' | Reporte |            | Asistencia: 44 007 espectadores Árbitro(s): Courtney Campbell | Asistencia: 44 007 espectadores Árbitro(s): Courtney Campbell |

| 12 de octubre de 2012 | Guyana | 0–5     | México                                                                         | BBVA Compass Stadium, Houston, Estados Unidos            |                                                          |
|                       |        | Reporte | Guardado 78' · Peralta 79' · Pollard 82' (a.g.) · J. Hernández 84' · Reyna 86' | Asistencia: 12 115 espectadores Árbitro(s): Walter López | Asistencia: 12 115 espectadores Árbitro(s): Walter López |

| 12 de octubre de 2012 | El Salvador | 0–1     | Costa Rica | Estadio Cuscatlán, San Salvador                         |                                                         |
|                       |             | Reporte | Cubero 31' | Asistencia: 35 082 espectadores Árbitro(s): Mark Geiger | Asistencia: 35 082 espectadores Árbitro(s): Mark Geiger |

| 16 de octubre de 2012 | Costa Rica                                                                      | 7–0     | Guyana | Estadio Nacional de Costa Rica, San José                     |                                                              |
|                       | Brenes 10' 48' · Gamboa 14' · Saborío 51' (pen.) 77' · Bolaños 61' · Borges 70' | Reporte |        | Asistencia: 27 500 espectadores Árbitro(s): Héctor Rodríguez | Asistencia: 27 500 espectadores Árbitro(s): Héctor Rodríguez |

| 16 de octubre de 2012 | México                         | 2–0     | El Salvador | Estadio Corona, Torreón                                  |                                                          |
|                       | Peralta 64' · J. Hernández 85' | Reporte |             | Asistencia: 26 333 espectadores Árbitro(s): Jafeth Perea | Asistencia: 26 333 espectadores Árbitro(s): Jafeth Perea |

### Gruop C
| Pos. | Equipo   | Pts. | PJ | G | E | P | GF | GC | Dif. | Clasificación |     | HON | PAN | CAN | CUB |
| ---- | -------- | ---- | -- | - | - | - | -- | -- | ---- | ------------- | --- | --- | --- | --- | --- |
| 1    | Honduras | 11   | 6  | 3 | 2 | 1 | 12 | 3  | +9   | Cuarta Ronda  |     | —   | 0–2 | 8–1 | 1–0 |
| 2    | Panamá   | 11   | 6  | 3 | 2 | 1 | 6  | 2  | +4   | Cuarta Ronda  |     | 0–0 | —   | 2–0 | 1–0 |
| 3    | Canadá   | 10   | 6  | 3 | 1 | 2 | 6  | 10 | −4   |               |     | 0–0 | 1–0 | —   | 3–0 |
| 4    | Cuba     | 1    | 6  | 0 | 1 | 5 | 1  | 10 | −9   |               | 0–3 | 1–1 | 0–1 | —   |     |

 Fuente: 
| 8 de junio de 2012 | Cuba | 0–1     | Canadá     | Estadio Pedro Marrero, La Habana                            |                                                             |
|                    |      | Reporte | Occean 54' | Asistencia: 7000 espectadores Árbitro(s): Courtney Campbell | Asistencia: 7000 espectadores Árbitro(s): Courtney Campbell |

| 8 de junio de 2012 | Honduras | 0–2     | Panamá        | Estadio Olímpico Metropolitano, San Pedro Sula             |                                                            |
|                    |          | Reporte | Pérez 65' 80' | Asistencia: 28 215 espectadores Árbitro(s): Roberto García | Asistencia: 28 215 espectadores Árbitro(s): Roberto García |

| 12 de junio de 2012 | Canadá | 0–0     | Honduras | BMO Field, Toronto                                            |                                                               |
|                     |        | Reporte |          | Asistencia: 16 132 espectadores Árbitro(s): Enrico Wijngaarde | Asistencia: 16 132 espectadores Árbitro(s): Enrico Wijngaarde |

| 12 de junio de 2012 | Panamá       | 1–0     | Cuba | Estadio Rommel Fernández, Ciudad de Panamá              |                                                         |
|                     | Barahona 57' | Reporte |      | Asistencia: 21 000 espectadores Árbitro(s): Mark Geiger | Asistencia: 21 000 espectadores Árbitro(s): Mark Geiger |

| 7 de septiembre de 2012 | Cuba | 0–3     | Honduras                                    | Estadio Pedro Marrero, La Habana                         |                                                          |
|                         |      | Reporte | Bengtson 32' · Bernárdez 62' · Chávez 90+3' | Asistencia: 8000 espectadores Árbitro(s): Wálter Quesada | Asistencia: 8000 espectadores Árbitro(s): Wálter Quesada |

| 7 de septiembre de 2012 | Canadá         | 1–0     | Panamá | BMO Field, Toronto                                                 |                                                                    |
|                         | De Rosario 77' | Reporte |        | Asistencia: 17 586 espectadores Árbitro(s): Jeffrey Solís Calderón | Asistencia: 17 586 espectadores Árbitro(s): Jeffrey Solís Calderón |

| 11 de septiembre de 2012 | Panamá                    | 2–0     | Canadá | Estadio Rommel Fernández, Ciudad de Panamá                |                                                           |
|                          | Blackburn 22' · Pérez 57' | Reporte |        | Asistencia: 20 000 espectadores Árbitro(s): Elmer Bonilla | Asistencia: 20 000 espectadores Árbitro(s): Elmer Bonilla |

| 11 de septiembre de 2012 | Honduras     | 1–0     | Cuba | Estadio Olímpico Metropolitano, San Pedro Sula           |                                                          |
|                          | Bengtson 33' | Reporte |      | Asistencia: 12 000 espectadores Árbitro(s): Walter López | Asistencia: 12 000 espectadores Árbitro(s): Walter López |

| 12 de octubre de 2012 | Canadá                                 | 3–0     | Cuba | BMO Field, Toronto                                        |                                                           |
|                       | Ricketts 14' · Johnson 73' · Edgar 78' | Reporte |      | Asistencia: 17 712 espectadores Árbitro(s): Javier Santos | Asistencia: 17 712 espectadores Árbitro(s): Javier Santos |

| 12 de octubre de 2012 | Panamá | 0–0     | Honduras | Estadio Rommel Fernández, Ciudad de Panamá               |                                                          |
|                       |        | Reporte |          | Asistencia: 27 000 espectadores Árbitro(s): Joel Aguilar | Asistencia: 27 000 espectadores Árbitro(s): Joel Aguilar |

| 16 de octubre de 2012 | Cuba      | 1–1     | Panamá       | Estadio Pedro Marrero, La Habana                            |                                                             |
|                       | Gómez 37' | Reporte | Barahona 77' | Asistencia: 3500 espectadores Árbitro(s): Stanley Lancaster | Asistencia: 3500 espectadores Árbitro(s): Stanley Lancaster |

| 16 de octubre de 2012 | Honduras                                                    | 8–1     | Canadá   | Estadio Olímpico Metropolitano, San Pedro Sula               |                                                              |
|                       | Bengtson 7' 17' 83' · Costly 29' 49' 88' · Martínez 33' 61' | Reporte | Hume 77' | Asistencia: 38 000 espectadores Árbitro(s): Mauricio Morales | Asistencia: 38 000 espectadores Árbitro(s): Mauricio Morales |